# Gheorghe N. Leon
Gheorghe N. Leon (n. 29 aprilie 1888, Iași – d. 1959, închisoarea Râmnicu Sărat a fost un politician român, licențiat în drept, doctor în științe economice, politică și științe financiare de la Universitatea Jena, Germania (1914). Gheorghe N. Leon a fost profesor de finanțe și statistică la Facultatea Drept a Universității din Cluj (1919-1928), a predat și la Academia de Înalte Studii Comerciale și Industriale din Cluj (1920-1922). În anul 1935 s-a transferat la Facultatea de Drept a Universității București, revenind în anul 1943, ca profesor titular, la catedra de Drept Financiar a Facultății de Drept de la Universitatea Regele Ferdinand I din Cluj, aflată în refugiu la Sibiu.
A fost director al revistei Analele economice și statistice și președinte al Asociației Generale a Economiștilor din România.
În guvernul Ion Gigurtu (4 iulie - 4 septembrie 1940), Gheorghe N. Leon a deținut următoarele funcții: 
- ministru de finanțe;
- ministrul comerțului exterior;
- ministrul economiei naționale;
- ministrul agriculturii și al domeniilor.

Gheorghe N. Leon a fost Ministru al Economiei Naționale în guvernul Ion Antonescu (4 septembrie 1940 - 14 septembrie 1940) .

## Decorații
- Semnul Onorific „Răsplata Muncii pentru 25 ani în Serviciul Statului” (13 octombrie 1941)[4]